# Kernkampella breyniae
Kernkampella breyniae är en svampart som först beskrevs av Syd. & P. Syd., och fick sitt nu gällande namn av Rajendren 1970. Kernkampella breyniae ingår i släktet Kernkampella och familjen Raveneliaceae.   Inga underarter finns listade i Catalogue of Life.